# Stefan Krajewski (ekonomista)
Stefan Krajewski (ur. 24 sierpnia 1941 w Łodzi) – polski ekonomista, wykładowca akademicki, w latach 2004–2006 wojewoda łódzki.

## Życiorys
Ukończył w 1965 studia na Wydziale Ekonomii Politycznej Uniwersytecie Warszawskim, po których podjął pracę w Instytucie Ekonomii Politycznej Uniwersytetu Łódzkiego. Pełnił funkcję dyrektora Instytutu Ekonomii i kierownika Zakładu Funkcjonowania Gospodarki. W 1971 uzyskał stopień doktora nauk ekonomicznych na Wydziale Ekonomiczno-Socjologicznym UŁ, habilitował się w 1982. W 2010 otrzymał tytuł profesora nauk ekonomicznych. Został m.in. profesorem zwyczajnym Uniwersytetu Łódzkiego.
Był konsultantem Banku Światowego (1991–1997) i International Finanse Corporation (1993–1996) oraz starszym konsultantem w International Team for Company Assistance Europe (1992–1996). W latach 90. zasiadał w radzie nadzorczej Powszechnego Banku Gospodarczego oraz (jako przewodniczący) w radzie nadzorczej Radia Łódź. Od 1965 do rozwiązania należał do Polskiej Zjednoczonej Partii Robotniczej.
Pełnił funkcję członka Rady Społeczno-Gospodarczej przy prezesie Rady Ministrów (w rządzie Leszka Millera), a od 1997 do 2005 członka Zespołu Doradców Ekonomicznych Prezydenta RP. W okresie 2002–2005 był przedstawicielem prezydenta RP w Komisji Nadzoru Ubezpieczeń i Funduszy Emerytalnych oraz członkiem rady Giełdy Papierów Wartościowych.
13 maja 2004 został powołany przez premiera Marka Belkę na urząd wojewody łódzkiego. Stanowisko to zajmował do 26 stycznia 2006.
W 1997 otrzymał Krzyż Kawalerski Orderu Odrodzenia Polski.